# Morêtel-de-Mailles
Morêtel-de-Mailles korábbi község (település) Franciaországban, Isère megyében. 2016. január 1-jén Saint-Pierre-d’Allevard  községgel egyesült és Crêts en Belledonne új község része lett.
Lakosainak száma 469 fő (2018. január 1.). Morêtel-de-Mailles Le Cheylas, Goncelin és Saint-Pierre-d’Allevard községekkel határos.

## Népesség
A település népességének változása:
| Lakosok száma | 155  | 151  | 189  | 260  | 304  | 370  | 402  | 448  | 475  | 469  |
|               | 1962 | 1968 | 1982 | 1990 | 1999 | 2008 | 2011 | 2013 | 2017 | 2018 |